# Barrage de Sơn La
Le barrage de Sơn La est un barrage sur la Rivière Noire, situé dans la province de Sơn La au Vietnam. Il a la plus grande puissance hydroélectrique du Vietnam et de l'Asie du Sud-Est, avec une capacité de 2 400 MW, via 6 turbines de 400 MW. Il mesure 138 m de haut et 1 000 m de long. Il est géré par Vietnam Electricity, et a une production annuelle effective de 10 246 GWh. Sa construction a commencé en 2005 et s'est terminée en 2012.